# Бєліменко Арсен Ахмедович
Арсен Ахмедович Бєліменко (нар. 27 жовтня 2000, Харків, Україна) — український футболіст, воротар київського «Локомотива».

## Життєпис
Народився у Харкові. Вихованець харківського «Арсеналу» (перший тренер — Олександр Пивоваров). Окрім «канонірів» у ДЮФЛУ грав також за «Іллічівець» та харківський «Металіст».
З 2017 року виступав за «Металіст Юніор» — фарм-клуб харківського «Металіста 1925». На початку березня 2018 року був включений до заявки головної команди, «Металіста 1925». За першу команду харків'ян дебютував 2 червня 2018 року в переможному (5:1) виїзному поєдинку 33-го туру Другої ліги проти миколаївського «Суднобудівника». Арсен вийшов на поле в стартовому складі та відіграв увесь матч.
У лютому 2019 року був на перегляді в краматорському «Авангарді». Навесні того ж року провів чотири матчі за харківську «Арену» у Першій лізі чемпіонату України U-19 та один — у Чемпіонаті Харківської області.
У серпні 2019 року повернувся до «Металіста 1925». 13 серпня 2020 року дебютував у Першій лізі чемпіонату України в домашньому матчі проти «Кременя» (4:2), провівши за свій клуб всі 90 хвилин гри. За результатами голосування вболівальників харків'ян був визнаний найкращим гравцем цього матчу. 7 вересня 2020 року, на початку наступного сезону, припинив співпрацю з «Металістом 1925».
У першій половині сезону 2020/21 провів за ФК «Вовчанськ» у Чемпіонаті України серед аматорів 9 матчів, у яких пропустив 4 м'ячі. Був включений до збірної півріччя турніру за версією SportArena як воротар № 2.

## Досягнення
- Срібний призер Другої ліги України: 2022/23
- Бронзовий призер Чемпіонату України серед аматорів: 2020/21